# Enrico II di Babenberg
Enrico II di Babenberg, detto Jasomirgott (1107 – Vienna, 13 gennaio 1177), fu conte palatino del Reno dal 1140 al 1141, margravio d'Austria dal 1141 al 1156 e, come Enrico XI, duca di Baviera dal 1141 al 1156 e duca d'Austria dal 1156 alla morte.

## Biografia
Era figlio del margravio Leopoldo III e della di lui consorte Agnese di Waiblingen.
Dapprima divenne conte palatino del Reno sino alla sua nomina a duca di Baviera e margravio d'Austria alla morte improvvisa del fratello Leopoldo IV.
Nel corso della disputa tra Welfen e Hohenstaufen nel Sacro Romano Impero, il ducato di Baviera venne strappato a Enrico X di Baviera dall'imperatore e dato in affidamento alla dinastia dei Babenberg. Il nuovo imperatore Federico I provò a trovare un compromesso con i guelfi e cedette nel 1156 al figlio di Enrico X, Enrico il Leone, la Baviera. Ai Babenberg venne riservato un risarcimento, il cosiddetto privilegium minus, attraverso il quale l'Austria venne elevata a ducato e divenne completamente indipendente dalla Baviera.

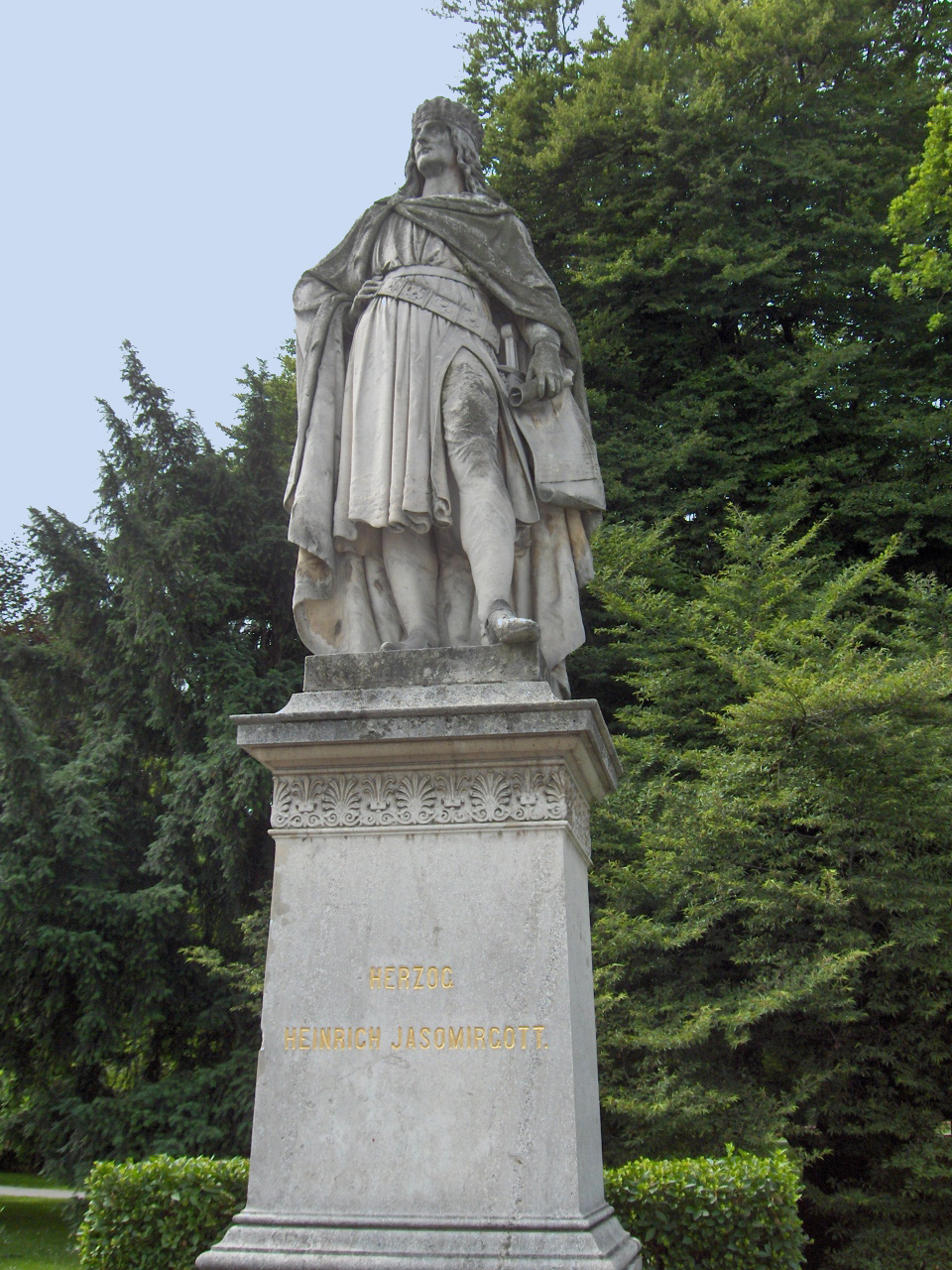
Statua di Enrico II a Vienna.

A differenza del padre, che risiedette a Klosterneuburg per gran parte del suo periodo di regno, Enrico spostò la propria residenza a Vienna nel 1145. Solo grazie a questo atto la moderna capitale austriaca poté essere elevata sopra altre città come Krems, Melk o Klosterneuburg. Da allora Vienna rimase la capitale dello stato. Nel 1147 la cattedrale di Santo Stefano venne completata, divenendo un simbolo tipico di Vienna. Nel 1155 Enrico fondò il monastero di Schottenstift a Vienna, nella quale piazza antistante si trova oggi una sua statua.
Sino al 1143 Enrico fu sposato con Gertrude di Sassonia (1115 – 1143), unica figlia dell'imperatore Lotario III e vedova da tre anni di Enrico X di Baviera. Nel 1148, giunto a Costantinopoli dopo il fallimento della seconda crociata, sposò Teodora Comnena, nipote dell'imperatore bizantino Manuele I. Entrambi i matrimoni dimostrano inequivocabilmente il ruolo dei Babenberg nella politica europea di quei tempi.
Il fratello di Enrico, Ottone di Frisinga, fu uno dei più importanti cronisti dell'epoca. Sua sorella Giuditta fu moglie di Guglielmo V del Monferrato.
Il soprannome di Enrico, Jasomirgott, è documentato per la prima volta nel XIII secolo nella forma di Jochsamergott, il cui significato è ancora oggi poco chiaro. Secondo una teoria, deriverebbe dalla lingua araba che lo metterebbe in relazione con la seconda crociata a cui Enrico partecipò nel 1146. Secondo invece una tradizione popolare, deriverebbe dalla formula Ja so mir Gott helfe (Sì, sia fatta la volontà di Dio oppure, letteralmente, Sì, che Dio mi aiuti).

## Discendenza
Da Teodora Comnena Enrico tre figli:
- Agnese (verso il 1154 – 1182), che sposò in prime nozze Stefano III, re d'Ungheria, e in seconde nozze il duca di Carinzia Ermanno II;
- Leopoldo (1157 – 1194), duca d'Austria dal 1177 al 1194 e duca di Stiria dal 1192 al 1194, che sposò Elena (1158 – 1199), figlia del re Géza II d'Ungheria;
- Enrico (1158 – 1223), duca di Mödling, che sposò Richeza di Boemia, figlia di Vladislao II di Boemia e di Giuditta di Turingia.[2]

## Ascendenza
|                            |                    |                       | Genitori                 |  |  | Nonni |  |  | Bisnonni             |  |  | Trisnonni              |  |
|                            |                    |                       |                          |  |  |       |  |  | Ernesto di Babenberg |  |  | Adalberto di Babenberg |  |
|                            |                    |                       |                          |  |  |       |  |  | Ernesto di Babenberg |  |  | Adalberto di Babenberg |  |
|                            |                    | Frozza Orseolo        |                          |  |  |       |  |  | Ernesto di Babenberg |  |  |                        |  |
| Leopoldo II di Babenberg   |                    |                       |                          |  |  |       |  |  | Ernesto di Babenberg |  |  |                        |  |
|                            |                    | Adelaide di Eilenburg | Dedi I di Lusazia        |  |  |       |  |  |                      |  |  |                        |  |
|                            |                    | Adelaide di Eilenburg | Dedi I di Lusazia        |  |  |       |  |  |                      |  |  |                        |  |
|                            |                    | Adelaide di Eilenburg | Oda di Lusazia           |  |  |       |  |  |                      |  |  |                        |  |
| Leopoldo III di Babenberg  |                    | Adelaide di Eilenburg |                          |  |  |       |  |  |                      |  |  |                        |  |
|                            |                    | Rapoto IV di Cham     | …                        |  |  |       |  |  |                      |  |  |                        |  |
|                            |                    | Rapoto IV di Cham     | …                        |  |  |       |  |  |                      |  |  |                        |  |
|                            |                    | Rapoto IV di Cham     | …                        |  |  |       |  |  |                      |  |  |                        |  |
| Ida di Formbach-Ratelnberg |                    | Rapoto IV di Cham     |                          |  |  |       |  |  |                      |  |  |                        |  |
|                            |                    | Mathilde              | …                        |  |  |       |  |  |                      |  |  |                        |  |
|                            |                    | Mathilde              | …                        |  |  |       |  |  |                      |  |  |                        |  |
|                            |                    | Mathilde              | …                        |  |  |       |  |  |                      |  |  |                        |  |
| Enrico II di Babenberg     |                    | Mathilde              |                          |  |  |       |  |  |                      |  |  |                        |  |
|                            | Enrico III il Nero | Corrado II il Salico  |                          |  |  |       |  |  |                      |  |  |                        |  |
|                            | Enrico III il Nero | Corrado II il Salico  |                          |  |  |       |  |  |                      |  |  |                        |  |
|                            | Enrico III il Nero | Gisella di Svevia     |                          |  |  |       |  |  |                      |  |  |                        |  |
| Enrico IV di Franconia     | Enrico III il Nero |                       |                          |  |  |       |  |  |                      |  |  |                        |  |
|                            |                    | Agnese di Poitou      | Guglielmo V di Aquitania |  |  |       |  |  |                      |  |  |                        |  |
|                            |                    | Agnese di Poitou      | Guglielmo V di Aquitania |  |  |       |  |  |                      |  |  |                        |  |
|                            |                    | Agnese di Poitou      | Agnese di Borgogna       |  |  |       |  |  |                      |  |  |                        |  |
| Agnese di Waiblingen       |                    | Agnese di Poitou      |                          |  |  |       |  |  |                      |  |  |                        |  |
|                            |                    | Oddone di Savoia      | Umberto I Biancamano     |  |  |       |  |  |                      |  |  |                        |  |
|                            |                    | Oddone di Savoia      | Umberto I Biancamano     |  |  |       |  |  |                      |  |  |                        |  |
|                            |                    | Oddone di Savoia      | Ancilla d'Aosta          |  |  |       |  |  |                      |  |  |                        |  |
| Berta di Savoia            |                    | Oddone di Savoia      |                          |  |  |       |  |  |                      |  |  |                        |  |
|                            |                    | Adelaide di Susa      | Olderico Manfredi II     |  |  |       |  |  |                      |  |  |                        |  |
|                            |                    | Adelaide di Susa      | Olderico Manfredi II     |  |  |       |  |  |                      |  |  |                        |  |
|                            |                    | Adelaide di Susa      | Berta di Milano          |  |  |       |  |  |                      |  |  |                        |  |
|                            |                    | Adelaide di Susa      |                          |  |  |       |  |  |                      |  |  |                        |  |